# Estorvo (filme)
Estorvo é uma co-produção cinematográfica Cuba-Portugal-Brasil escrita e dirigida por Ruy Guerra, baseado no livro Estorvo, de Chico Buarque.
A trilha sonora é de Egberto Gismonti.

## Elenco
- Jorge Perugorría... Eu
- Bianca Byington... Irmã
- Suzana Ribeiro... Amiga de minha irmã
- Leonor Arocha... Ex-mulher
- Xando Graça... Delegado
- Athayde Arcoverde... Loiro
- Candido Damm... Louco
- José Antônio Rodriguez... Velho Caseiro
- Dandara Guerra... Minha Irmã Criança
- Tonico Oliveira

## Prêmios e indicações
- Festival de Cannes (Palma de Ouro) - 2000

- Indicado:
Melhor filme
- Grande Prêmio BR do Cinema Brasileiro - 2001

- Indicado:
Melhor fotografia: Marcelo Durst
Melhor diretor: Ruy Guerra
Melhor montagem
Melhor trilha Musical: Egberto Gismonti
- Festival de Gramado (Kikito de Ouro)- 2001

-Vencedor:
Melhor fotografia
Melhor música
- Indicado:
Melhor filme
- Huelva Latin American Film Festival (Colon de Prata) - 2000

-Vencedor:
Melhor diretor
- Santa Fe Film Festival - 2000

-Vencedor:
Melhor filme latino
- Associação Paulista de Críticos de Arte (Troféu APCA) - 2001

-Vencedor:
Melhor fotografia
Melhor diretor
- Festival de Viña del Mar - 2000

-Vencedor:
Melhor fotografia